# Municipio de King (Pensilvania)
El municipio de King (en inglés: King Township) es un municipio ubicado en el condado de Bedford en el estado estadounidense de Pensilvania. En el año 2000 tenía una población de 1.264 habitantes y una densidad poblacional de 31.6 personas por km².

## Geografía
El municipio de King se encuentra ubicado en las coordenadas 40°08′53″N 78°28′04″O / 40.14806, -78.46778.

## Demografía
Según la Oficina del Censo en 2000 los ingresos medios por hogar en la localidad eran de $34,464 y los ingresos medios por familia eran $38,295. Los hombres tenían unos ingresos medios de $28,295 frente a los $21,607 para las mujeres. La renta per cápita para la localidad era de $15,102. Alrededor del 12,4% de la población estaban por debajo del umbral de pobreza.